# Haïm Bellaïche
Pour les articles homonymes, voir Bellaïche.
Haïm Bellaïche, né en 1861 et mort en 1947, est un rabbin tunisien.

## Biographie
Il effectue ses études à l'université hébraïque d'Ennajar. 
Éminent talmudiste et grand érudit, il exerce la fonction de grand-rabbin de Tunisie à partir de 1940, succédant ainsi à David Ktorza (mort en 1939), et jusqu'à sa mort en 1947,. David Bembaron est alors élu à sa place.
En mars 1940, la communauté juive soutenant la France entrée en guerre, Haïm Bellaïche demande à ses fidèles de placer leurs économies en bons d'armement. Cependant, lorsque la défaite française est achevée, les lois anti-juives de Vichy (loi Alibert de juin 1940 et Vallat de juin 1941) promulguées, de nombreuses exactions sont commises contre les Juifs associés dans la propagande nationaliste aux causes du naufrage. En décembre 1942, le colonel SS Walter Rauff exige du président de la communauté et du grand-rabbin, convoqués à la Kommandantur, que lui soient livrés 3 000 travailleurs juifs de plus de 18 ans mais seuls 125 se présentent à la caserne Foch ; Rauff fait alors irruption à la Grande synagogue où commence une rafle de centaines de Juifs,,.
Durant toute la Seconde Guerre mondiale, il est un grand résistant dont le courage est remarqué. Il habite rue d'Isly à Tunis, dont une partie sert de yechiva.
Haïm Bellaïche est également connu pour son action philanthropique, particulièrement à l'égard des nécessiteux. Pour gagner sa vie, il s'occupe d'une épicerie à Tunis.

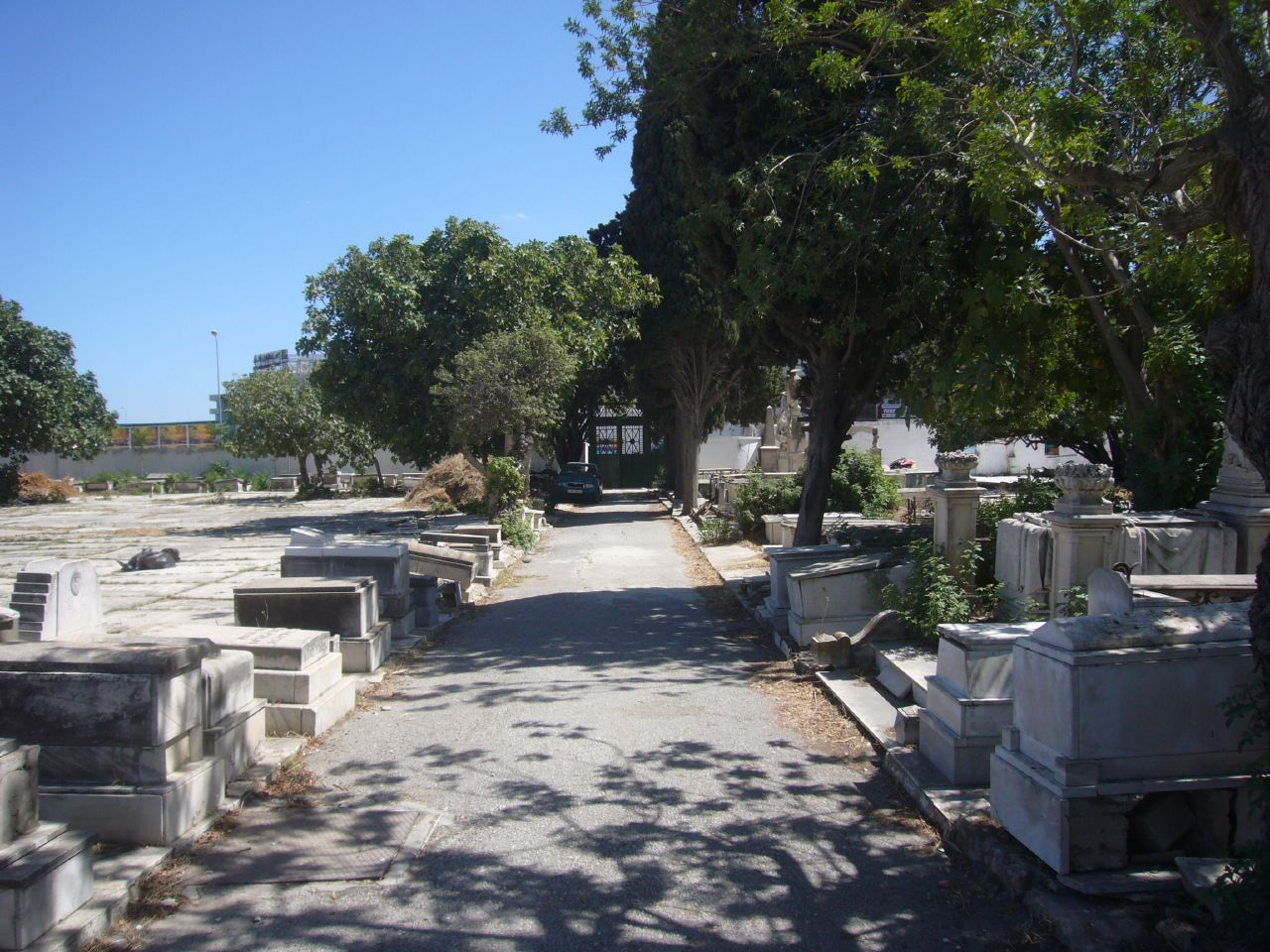
Cimetière du Borgel à Tunis.

À sa mort, de grandes personnalités françaises et musulmanes locales viennent présenter leurs condoléances, se recueillir sur sa dépouille ou assister à ses obsèques : le résident général Jean Mons, le secrétaire général du gouvernement tunisien René Brouillet et son adjoint René Rodière (qui prononce l'éloge funèbre), les représentants de Lamine Bey dont le général Tahar Maoui, le grand vizir Slaheddine Baccouche et le ministre Hassan Hosni Abdelwaheb ou encore le Cheikh El Médina.
Le grand-rabbin Haïm Bellaïche est initialement inhumé au cimetière du Borgel à Tunis. Son corps est exhumé, transporté en Israël puis enterré au cimetière de Lod le 16 novembre 2021.

## Distinctions
Il est fait chevalier de la Légion d'honneur[Quand ?], grand officier du Nichan Iftikhar et titulaire de la médaille de la Résistance.